# Madeleine de Puisieux
Marie Madeleine d’Arsant de Puisieux (mad.lɛn də pɥizo) (* 28. November 1720 in Paris; † 12. April 1798 ebenda) war eine französische Schriftstellerin und frühe Feministin.

## Biografie
Als sie zwei Jahre alt war, starb ihr Vater. Vom zwölften bis siebzehnten Lebensjahr besuchte sie den schulischen Unterricht am Port Royal des Champs.
1750 lernte Madeleine d’Arsant den Anwalt und französischen Botschafter in der Schweiz Philip Florent de Puisieux aus Meaux kennen. Beide heirateten, die Ehe blieb kinderlos.
Madeleine d’Arsant de Puisieux hatte zahlreiche Romane sowie Abhandlungen über die Moral geschrieben. Sie war zeitweise eine Geliebte und Partnerin von Denis Diderot, erstmals traf sie mit ihm 1745 zusammen.
Denis Diderots erster Roman Les bijoux indiscrets (1748) wurde laut der Tochter Marie-Angélique Diderot (1753–1824) innerhalb von zwei Wochen aus Anlass einer Wette verfasst, bei der ihr Vater behauptet hatte, die erotischen Romane der Zeit seien quasi Dutzendware, die auch er zu fabrizieren in der Lage sei. Das Honorar sei an Madeleine de Puisieux gegangen. Sie ist die Adressatin von Diderots Brief über die Blinden. Wegen des Romans Les bijoux indiscrets aber auch anderer Texte, wurde Diderot am 20. Juni 1747 bei der Polizei angezeigt. Als Diderot einem Verhör unterzogen wurde, bestritt er zunächst jegliches Fehlverhalten, gestand dann aber am 11. August 1750 seine Rolle bei der Entstehung des Textes und brachte auch Madeleine de Puisieux als die verantwortliche Partei mit zu Protokoll.
Die damals fünfundzwanzigjährige Madeleine hatte Diderot 1745 kennengelernt, beide trennten sich um 1750 – in der Zeit von Diderots Inhaftierung im Château de Vincennes – das Werk Les Caractères war ihre zweite Publikation überhaupt und wurde möglicherweise in Zusammenarbeit mit Diderot geschrieben, obwohl die Autorin dies in der Vorrede zum zweiten Teil bestritt. Wahrscheinlich aus einer Enttäuschung über die Trennungsphase im Anfang der 1750er Jahre, beschloss de Puisieux 1751, dem ersten einen zweiten Teil folgen zu lassen, in dem sie mehrfach über Diderot sprach. Laut Laborde hätte sich die Beziehung, Freundschaft oder Zusammenarbeit zwischen Puissieux und Diderot noch bis 1768 fortgesetzt. 1755 trat Diderot in Kontakt zu Sophie Volland.
Madeleine de Puisieux werden nach heutigem Kenntnisstand auch die Texte mit dem Titel La Femme n’est pas inférieure à l’homme (1750) und Le Triomphe des dames (1751) zugeschrieben, welche lange Zeit als Produktionen ihres Ehemanns Philip Florent de Puisieux angesehen worden waren. Philip Florent de Puisieux war Rechtsanwalt am Parlement von Paris, aber auch Schriftsteller und Botschafter Frankreichs in der Schweiz, ambassadeur de France en Suisse.
Ein häufiges Thema oder Sujet in ihren Texten ist für Puisieux, die „Selbsterkenntnis und Selbstverwirklichung“, die sie durch das „Erkennen und Akzeptieren des eigenen Platzes im Leben“ zu erreichen gedenkt. Dabei folgt Puisieux nicht der Idee, dass Individuen ihr Schicksal bestimmen könnten, so schrieb sie, dass „(…) toute la bonne conduite imaginable ne donne pas le bonheur (…)“ (ungefähre Übersetzung: „das beste Verhalten, das man sich vorstellen kann, kein Glück bringt“). Vielmehr seien es für sie, die Kombinationen von Ereignissen die uns kontrollierten, darin aber völlig zufällig und unvorhersehbar.
Es sei dieses „willkürliche Schicksal“, das sie zu einer Frau gemacht habe, einen Umstand, den Madeleine de Puisieux innerlich ablehnte „(…) Je suis femme, et fachee de l'etre comme toutes les autres (…)“ (ungefähre Übersetzung: (…) Ich bin eine Frau und wütend darüber, wie alle anderen auch (…)). Dennoch adaptierte sie sich an der „Bienséance“ ihrer Zeit und den Restriktionen, die der „Anstand dem Verhalten von Frauen“ auferlegten. Ferner ist in diesem Zusammenhang und den oft kritischen Äußerungen ihrer Person gegenüber zu konstatieren, dass ihre Publikationen und ihre Anbindung in den Kreisen der Enzyklopädisten, in den „gesellschaftlichen Netzwerken“ oder communauté à la lumière Paris, eine gewisse Provokation darstellten; so führte Gert Pinkernell im Zusammenhang seiner Beschreibung von Denis Diderot, eine Charakterisierung von Mme. de Puisieux als aventurière an. Eine Bezeichnung, die das „Dictionnaire de Trévoux“ mit der Konnotation eines (moralisch) fragwürdigen Lebenswandels, oder positiv einer selbstbewussten, intellektuell eigenständigen und freizügigen weiblichen Person beschreibt.
Bezüglich der Beurteilung eines Partners in einer Beziehung schrieb sie:

„Il suffit bien souvent qu’un homme nous plaise pour en conclure qu’il a toutes les qualités que nous recherchons. Cependant, ce n’est pas l’affaire d’un jour que d’apprendre à bien connaître un homme!
[ungefähre Übersetzung: Es kommt oft genug vor, dass wir einen Mann mögen, um zu dem Schluss zu kommen, dass er alle Qualitäten hat, die wir suchen. Es ist jedoch nicht eine Frage eines Tages, einen Mann gut kennenzulernen!]“

Puisieux schrieb ein Ratgeberbuch für Mädchen, die in der Absicht veröffentlicht wurden der jüngeren Generation von heranwachsenden Frauen zu helfen.
Ihre Publikationen fanden Anerkennung durch Ludwig XV., nach dem Tod des Monarchen im Jahre 1774 ließ sie sich mit ihrem Ehemann nieder und erhielt ab dem Jahre 1795 durch den französischen Nationalkonvent, französisch Convention nationale der ersten französischen Republik, eine Pension für ihre Schrift Prospectus sur un ouvrage important (1736).
Überhaupt verwendete sie verschiedene Pseudonyme für ihr literarisches Schaffen, so Mme de P, Madame de P ***, Madame de P und eben Miledi P ***. Ihr literarisches Werk umfasst einige unveröffentlichte poetische Arbeiten, vier moralistische Texte, sechs Novellen, zwei Conte, eine Comédie und einen pädagogischen Prospectus.

### Zeitgenössische Beschreibungen
Françoise de Graffigny, eine französische Schriftstellerin und Salonnière beschrieb einen Besuch und Konventionsbruch von Madeleine de Puisieux wie folgt: Mme de Puisieux arriva chez Graffigny ‚coiffée a la belle oreille, decoletée comme une catin, parée comme une mariée, et dans un fiacre sans laquais.‘ (ungefähre Übersetzung: Madame de Puisieux kam bei Graffigny an, „ihre Frisur ohrfrei, einen wie eine Hure geschnittenem Ausschnitt, gekleidet wie eine Braut und in einem Fiaker ohne Lakaien.“)
Aus den weiteren Äußerungen ist weiter unbestreitbar, dass Graffigny sich 1750 mehrmals weigerte Mme de Puisieux zu empfangen.
Die einzige Tochter Diderots, die Cembalistin Marie-Angélique de Vandeul (1753–1824), stellte in ihren Mémoires pour servir à l’histoire de la vie et des ouvrages de Diderot Madeleine de Puisieux in einer negativen Beschreibung und von moralisch zweifelhaften Ruf dar.
Jeanne Marie Phlipon schrieb ebenfalls wenig schmeichelhaft: „Eine Person, welche ich traf, als sie sechzig Jahre alt war, sprach von ihrer ‚Lächerlichkeit‘ und ihrem ‚Mangel an Urteilsvermögen‘ und ‚intellektueller Kraft‘, obwohl sie offensichtlich davon überzeugt war, beides in höchstem Maße zu besitzen. Zu diesem Zeitpunkt war Frau de Puisieux gebückt und zahnlos geworden, aber sie behielt alle kleinen Allüren und Affekte bei, die selbst für ein junges Mädchen kaum erträglich sind.“

## La Femme n’est pas inférieure à l’homme (1750)
Die Schrift, als essayistischer Aufsatz verfasst, mit dem Untertitel La Femme n’est pas inférieure à l’homme. Dissertation : Dans laquelle on prouve que la Femme n’est pas inférieure à l’Homme. (ungefähre Übersetzung: „Die Frau ist dem Mann nicht unterlegen. Aufsatz: Darin beweisen wir, dass die Frau dem Mann nicht unterlegen ist.“) wurde 1739 mit dem Pseudonym Miledi P***, in London in französischer Sprache publiziert. Später kommt es zu weiteren Auflagen mit veränderten Titeln; Madeleine de Puisieux wird als die Autorin angesehen.
Einige Literaturwissenschaftler hingegen vertreten die Hypothese, dass Mary Wortley Montagu die initiale Verfasserin der Schrift sei, die pseudonym unter dem Titel Woman Not Inferior to Man (1739) geschrieben worden war und dass der französische Text nur eine Übersetzung sei. Die Schrift wird ihrerseits Montagu zugeschrieben. Bekannt ist in diesem Zusammenhang, dass sich ihr Ehemann Philippe-Florent de Puisieux als Autor zahlreicher Übersetzungen aus dem Englischen präsentierte. Was in Beziehung zu einer weiteren Vermutung steht, ob nicht ihr zukünftiger Ehemann bei den Übersetzungen der endgültigen Veröffentlichung geholfen habe.
Inhaltlich verwahrte sich der Aufsatz vor einer Auffassung, dass das Alleinstellungsmerkmal des weiblichen Körpers zum alleinbestimmenden Merkmal einer Frau gemacht wurde. Denn wie es auch bei den Männern schwache und starke Persönlichkeiten gibt, sind Frauen ebenso geeignet unterschiedliche Aufgaben gemäß ihres Könnens zu erfüllen.

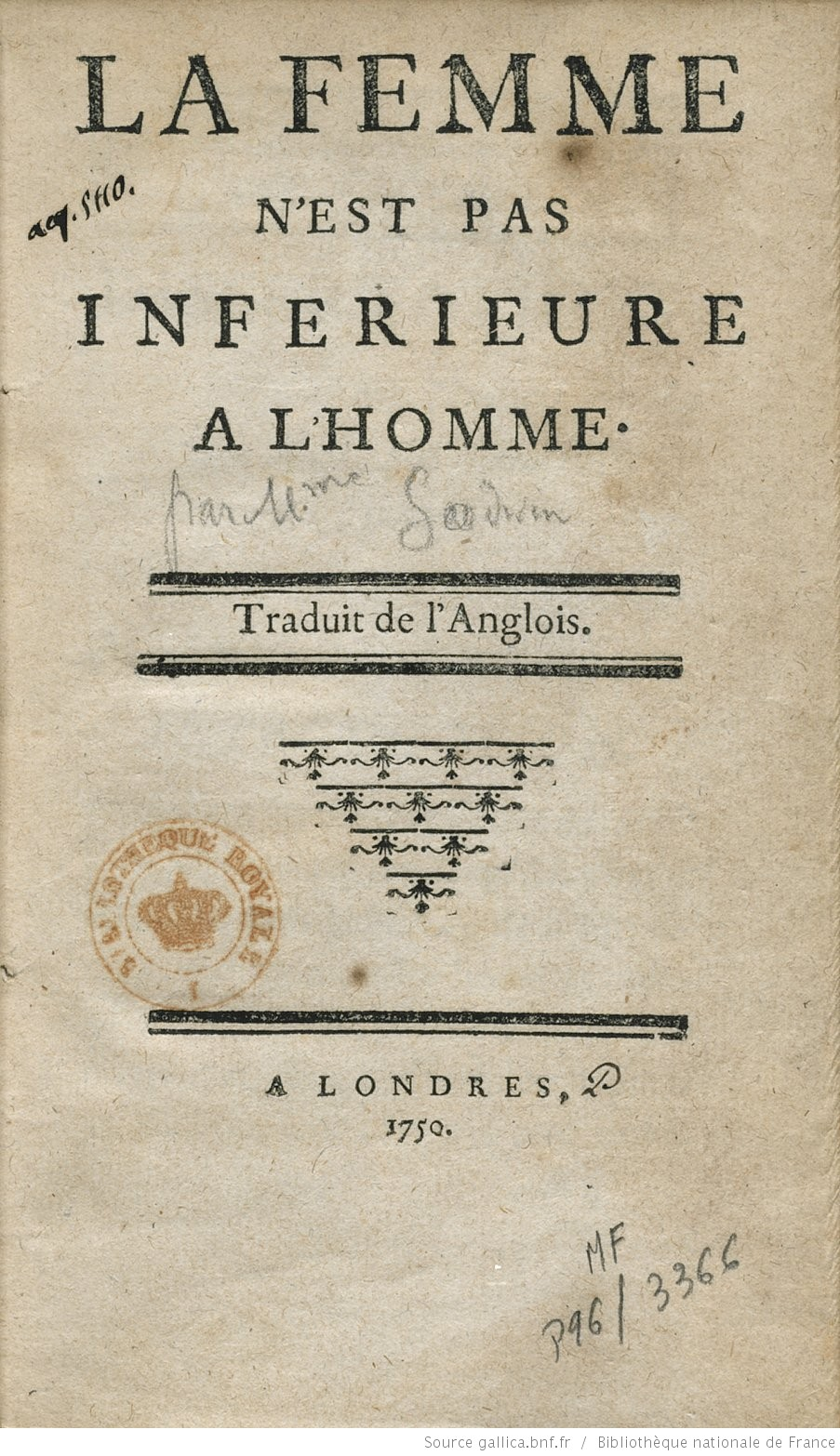
Titelblatt der Schrift La Femme n’est pas inférieure à l’homme zunächst 1739 in englischer Sprache in London erschienen und dann im Jahre 1750 mit dem Titel (deutsch) „Die Frau ist dem Mann nicht unterlegen“ veröffentlicht. Wahrscheinlich war Madeleine de Puisieux die (Haupt-)Autorin.

## Werke (Auswahl)
- Prospectus sur un ouvrage important. Valleyre, Nicolas-François, Paris 1736, auf archive.org
- Les Caractères. Londres [Paris], S.n., 1750–1751, auf archive.org
- Conseils à une amie. Aux dépens de la Compagnie, Amsterdam, 1751, auf gallica.bnf.fr
- Le Plaisir et la volupté : conte allégorique. Paphos, [s.n.], 1752,  auf gallica.bnf.fr
- L’Éducation du marquis de *** ou Mémoires de la comtesse de Zurlac. Fouché, Berlin 1753, auf gallica.bnf.fr
- Zamor et Almanzine, ou L’inutilité de l’esprit et du bon sens. Hochereau l’aîné, Amsterdam 1755, auf gallica.bnf.fr
- Réflexions et avis sur les défauts et les ridicules a la mode. Pour servir de suite aux conseils à une amie.  Brunet, Paris 1761, auf gallica.bnf.fr
- Alzarac, ou La nécessité d’être inconstant. Charpentier, Cologne / Paris  1762, auf gallica.bnf.fr
- Histoire de Mademoiselle de Terville. Veuve Duchesne, Amsterdam 1768
  - deutsch Die Geschichte des Fräuleins de Terville. Philipp Heinrich Perrenon, Münster 1769, Band 1, auf digitale-sammlungen.de ; Band 2, auf digitale-sammlungen.de
- Mémoires d’un Homme de Bien. Delalain, Paris 1768
  - deutsch Begebenheiten eines Rechtschaffenen Mannes. Johann Gottlieb Garbe, Frankfurt am Mayn 1768, auf gdz.sub.uni-goettingen.de
- Le Goût de bien des gens, ou, Recueil de contes,  tant en vers qu’en prose. Changuion, Amsterdam 1769, auf archive.org

- La Femme n'est pas inférieure à l'homme. Anonym in London 1739, in der Auflage von 1750, auf gallica.bnf.fr